# Hild Viktor
Hild Viktor (Kecskemét, 1855. november 28. – Szolnok, 1929. április 14.) magyar újságíró, régész, Hild József építész fivérének, Károlynak unokája.

## Életpályája
Hild Károly (1825–1877) köz- és váltóügyvéd, 1848–49. évi honvédszázados és kecskeméti Pethes Mária (1840–1922) fia. A Pesti Királyi Tudományegyetemen folytatott jogi tanulmányokat, majd 1882 és 1887 között a Kolozsvár című lap munkatársaként dolgozott. 1887-ben megalapította a Jászság című lapot Jászapátiban. Behatóan foglalkozott ettől fogva a Jászság kulturális, etnográfiai és egyéb értékeivel. Felvetette, hogy létesüljön egy Jászsággal foglalkozó múzeum Szolnokon. A Magyar Nemzeti Múzeum támogatásával ásatásokat végzett, amelyek közül kiemelkedő jelentőségű volt a jászalsószentgyörgyi, ahol a szarmata jazig korból származó, fagerenda-szerkezettel bélelt sírkamrát fedezett fel. Az ő javaslatára vásárolta meg Jász-Nagykun-Szolnok vármegye a tószegi Laposhalom területét, ahol fontos bronzkori telep maradt fenn.
Családja Hild Viktor gazdag gyűjteményét, könyveit, jegyzeteit a szolnoki Damjanich János Múzeumnak adta át.
Felesége Pongrácz Erzsébet volt.

## Emlékezete
A nevét viseli a Hild Viktor Könyvtár (Szolnok, Karczag L. u. 2.).